# Jarana jarocha

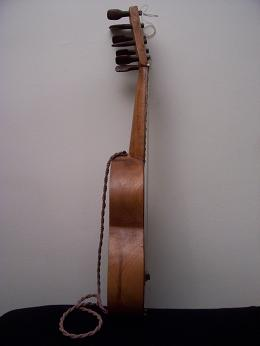
Vista lateral

La jarana jarocha  és un instrument utilitzat en el Son jarocho, originari de Veracruz, Mèxic. Dins el conjunt jarocho porta l'harmonia i s'executa amb rasgueos (en català, els batuts) sincopats. Existeix en una gran varietat de mides i registres, fet que permet d'enriquir el timbre del grup. Per les seves dimensions es classifiquen en:  jarana tercera  de 8–10 cm,  segona  (70–80 cm),  primera  (55–70 cm),  mosquit  (menor de 50 cm) i finalment la més petita, anomenada  jaqués , d'uns 30–40 cm. La encordadura està composta per cinc ordres de cordes dels quals els tres centrals són dobles. Tradicionalment es construeix a partir d'una peça única de cedre vermell a la qual se li afegeixen la tapa, el pont i la coberta del diapasó.
Hi ha diverses afinacions. La més popular és l'anomenada  per quatre  en diversos tons (sol-do-mi-la-sol, do-fa-la-re-do i re-sol-si-mi-re - encara que la vuitena en la qual hi ha les notes canvia depenent de la mida de la jarana -). Les cordes dobles poden ser octavades o unísons. Altres afinacions són  variació ,  moderna ,  per bandola  i  chinantecos .
Els orígens de la jarana es troben probablement en la vihuela i en la guitarra barroca amb qui comparteix la forma i la sonoritat.
Abans d'un ressorgiment de la música jarocha en els anys noranta del segle passat i de la seva popularització a la Ciutat de Mèxic, alguns grups de rock o rap mexicans i californians, com Cafè Tacuba o Caifanes, han inclòs la jarana en diversos enregistraments.

## Instruments relacionats
- Vihuela
- Jarana huasteca
- Cuatro (instrument musical)
  - Cuatro veneçolà
  - Cuatro porto-riqueny
- Guitarra barroca
- Timple canari
- Tiple menorquí